# Jimmy Giuffre
Jimmy Giuffre (26 de abril de 1921 - 24 de abril de 2008), fue un saxofonista, clarinetista, flautista y arreglista estadounidense de jazz, nacido en Dallas, Texas.

## Historial
Comenzó aprendiendo a tocar el clarinete en una banda militar (1944), pasando después a tocar en diversas big bands, como las de Jimmy Dorsey o Buddy Rich, uniéndose en 1949 a los Second Herd de Woody Herman. Será Herman quien adapte un tema compuesto por Giuffre en 1946, cuando estaba en la banda de Gene Roland, Four Brothers, y lo convierta en uno de los clásicos premonitorios del jazz de la Costa Oeste y el cool.
En los años 50, participa activamente en la escena de la Costa Oeste, trabajando con los Giants de Shorty Rogers o con sus propios grupos, que incluían a gente como Bob Brookmeyer, Jim Hall o Pee Wee Russell. Colabora, igualmente, con el Modern Jazz Quartet (1957). 
En los años 60, Giuffre milita, como casi todos, en el free jazz, colaborando con Carla Bley y Steve Swallow, y permaneciendo en Francia casi cinco años. Influenciado por la música oriental, colabora más tarde con Paul Bley y trabaja con sintetizadores y música electrónica.

## Estilo
Los periodos más fructíferos de Giuffre, son sus grabaciones para Atlantic Records (1956-1958) y para Verve (1959-1961). En el primero de ellos, realiza una música de raíces, en compañía de Jim Hall y Ralph Peña, cuyo compendio es Western Suite, dedicada a los apaches, a los horizontes míticos de las Grandes Llanuras y la conquista del Oeste. Junto con obras como The train and the river (1958), su música adquiere un valor de intemporalidad simbólica, constituida por alientos bluesy, down home y folkies.
Giuffre es, en muchos aspectos, uno de los inventores del jazz moderno, por su fecunda alianza entre la forma libre y la necesidad de mantener una forma, hasta el punto de que su disco con Shelly Manne y Shorty Rogers, The Three, merece estar junto al Kind of the blue de Miles Davis, en el panteón de la modernidad jazzística.

## Discografía
- 1956: The Jimmy Giuffre 3 (Atlantic)
- 1958: The Music Man (Atlantic)
- 1958: The Four Brothers Sound (Atlantic)
- 1958: Trav'lin' Light (Atlantic)
- 1958: Western Suite (Atlantic)
- 1959: 7 Pieces (Verve)
- 1959: The Easy Way (Verve)
- 1959: Ad Lib (Verve)
- 1959: Piece For Clarinet And String Orchestra/Mobiles (Verve)
- 1960: Jimmy Giuffre Quartet Live in 1960 [Jazz Beat]
- 1961: 1961 (ECM)
- 1961: Fusion (Verve)
- 1961: Thesis (Verve)
- 1961: Emphasis & Flight 1961 (hatOLOGY) 11/61
- 1962: Free Fall (columbia) 1962
- 1965: Olympia 23 Fevrier 1960-27 Fevrier 1965 (Laserlight) 2/60 & 2/65
- 1971: Night Dance (Choice) 11/71
- 1974: Quiet Song (Improvising Artists)
- 1975: River Chant (Choice)
- 1975: The Train And The River (Candid Choice) 4/75
- 1975: Mosquito Dance (DJM)
- 1978: IAI Festival (Improvising Artists)
- 1983: Dragonfly (Soul Note)
- 1985: Quasar (Soul Note)
- 1989:  The Life Of A Trio: Saturday - con Steve Swallow y Paul Bley
- 1991: Liquid Dancers (Soul Note)
- 1991: Eiffel/River Station/Momentum: Willisau, 1988 (CELP/26/hatOLOGY) 11/87, 9/91
- 1992: Fly Away Little Bird (Owl) 6/92
- 1996: Conversations with a Goose (Soul Note)
- 2009: The Swamp People (Giant Steps)[3]

### Como colaborador
- Bob Brookmeyer - Traditionalism Revisited (World Pacific)
- Teddy Charles - The Teddy Charles Tentet (Atlantic)
- The Modern Jazz Quartet - At Music Inn, Guest Artist Jimmy Giuffre (Atlantic)
- Anita O'Day - Cool Heat (Verve)
- Anita O'Day - Pick Yourself Up (Verve)
- Varios - Collaboration West (Prestige)
- Herb Ellis - Herb Ellis Meets Jimmy Giuffre (Verve)
- Herb Ellis - Ellis In Wonderland (Verve)
- Lee Konitz - Lee Konitz Meets Jimmy Giuffre (Verve)
- Shelly Manne - The West Coast Sound (Contemporary)
- Shelly Manne - The Three And The Two (Contemporary)
- Shorty Rogers - Shorty Rogers & his Giants (RCA)
- Shorty Rogers - The Big Shorty Rogers Express (RCA)
- Shorty Rogers - Cool&Crazy (RCA)
- Shorty Rogers - The Swinging Mr Rogers (Atlantic)
- Shorty Rogers - Martians Come Back (Atlantic)
- Shorty Rogers - Way up There (Atlantic)
- Shorty Rogers - The Swinging Nutracker (Atlantic)
- Howard Rumsey - Sunday Jazz A La Lighthouse (Contemporary)
- Sonny Stitt - Sonny Stitt Plays Jimmy Giuffre